# اجماع (فقه)
این نوشتار دربارهٔ اِجماع در تشریع اسلامی است؛ برای هم‌رأیی دیدگاهی بنگرید: هم‌رأیی تصمیم‌گیری
اِجماع در فقه، به هم‌رأی بودن، داوری، تصمیم یا توافق دانشوران مسلمان گفته می‌شود که پس از قرآن، سنت و قیاس، از خاستگاه‌های چهارگانه اصول فقه (تشریع= قانون‌گذاری اسلامی) اهل سنت است. منظور از اجماع، هم‌رأیی همه مجتهدان مسلمان در دوره‌ای بر حکمی شرعی است. برخی از پژوهشگران حدیث «لا تجمع أمتی علی ضلالة (امت من بر گمراهی هم‌رأی نمی‌شوند) را هستهٔ اجماع می‌دانند و می‌افزایند که دور از انتظار نیست که خود پیامبر کسی است که ایدهٔ اجماع را در صحابه بنیان نهاد. اجماع بر دو گونهٔ کلّی است، بیان صریح دیدگاه و اجماع سکوتی؛ اگر مجتهدی در مسئله‌ای فتوایی بیان داد و دیگر مجتهدان هم‌روزگارش بر فتوایش آگاهی یابند و کسی آن را انکار نکند، اجماع سکوتی روی می‌دهد.
واژه اجماع به معنی اتفاق نظر است و در اصطلاح فقه به اتفاق «فقها» یا «اهل حلّ و عقد» بر یکی از احکام شرع گفته می‌شود.
اجماع در فقه اهل سنت در ردیف کتاب و سنت از مبانی استنباط احکام است، اما در فقه جعفری منبع مستقلی برای استخراج احکام نیست، بلکه در صورتی که موافقت معصوم را نشان دهد، معتبر است.

## فرق اجماع میان شیعه و سنی
فرق اصلی اجماع بین مکتب شیعه و سنی این است که به عقیده سنیان حجیت اجماع ناشی از خود آن است. چنان‌که پیامبر اسلام گفته‌است، نمی‌توان پذیرفت مسئله‌ای که دانشمندان اسلام متفقاً بر آن هم‌عقیده‌اند اشتباه باشد.در این زمینه احادیثی از محمد بن عبدالله با مضمون «امت من به خطا اتفاق نمی‌کنند» و «امت من به گمراهی اتفاق نمی‌کنند» که بسیاری از علمای اهل سنت ادعای تواتر معنوی بر آن کرده‌اند، وجود دارد.
اما شیعیان حجیت اجماع را از این جهت می‌دانند که نظر معصوم در این زمینه را نشان می‌دهد و در غیر این صورت حجیتی ندارد.در واقع اتفاق نظر علما حکایت از رضای پیغمبر یا امام شیعیان می‌کند.
تفاوت دیگر این است که در مشرب علمای اهل سنت اتفاق تمام مجتهدین برای پیدایش اجماع لازم است، اما در مکتب شیعه اتفاق کل لازم نیست، به‌ویژه اگر مخالف شخص شناخته شده‌ای باشد، چون معلوم می‌شود که او معصوم نیست.به این ترتیب حتی اگر گروه کوچکی از فقهای شیعه در امری هم‌نظر باشند که کاشف از رفتار و گفتار معصوم باشد، عنوان اجماع بر آن صادق است.اما اگر کلیه علمای یک عصر بر امری اتفاق نظر داشته باشند ولی دلیلی برای موافقت معصوم نباشد، این اتفاق فاقد عنوان اجماع است.

## اثبات اجماع
برخی از دانشمندان اسلامی اجماع را در دوران توسعه علم فقه و گسترش اسلام و پراکندگی مجتهدان در شهرها و کشورهای مختلف غیرممکن دانسته‌اند. برخی نیز اطلاع از تحقق اجماع را در چنین شرایطی غیرممکن دانسته‌اند، به‌طوری‌که شیخ حسن (صاحب معالم) فقیه شیعه معتقد است؛ اجماع‌هایی که پس از شیخ طوسی ادعا شده، همگی شهرت هستند نه اجماع.

## نظریه عصمت امت
برخی از علمای اهل تسنن ملاک حجیت اجماع را بر پایه قاعده لطف تبیین کرده و آن را نعمتی خاص امت محمد می‌دانند که به تقاضای محمد توسط خدا به آن‌ها عطا شده‌است. البته این نظریه به لحاظ عقلی مورد انتقاد وارد شده و مخالفان گفته‌اند همان‌طور که هر مسلمانی ممکن است اشتباه کند، جمع آنان نیز ممکن است به خطا بروند.

## اجماع و مراجعه به آراء عمومی
ابوحامد محمد غزالی در کتاب المستصفی اجماع را اتفاق نظر امت محمد بر امری دینی تعریف می‌کند و در توضیح آن می‌نویسد که برخلاف ظاهر روایت، اتفاق نظر همه مسلمانان لازم نیست بلکه افراد صاحب‌نظر که آنان را به «مجتهد صاحب فتوا» و «اهل حل و عقد» تعبیر می‌کند، موضوع اجماع‌اند. چرا که در مسائل دینی جایی برای اظهار نظر غیر متخصصین وجود ندارد.
با این حال پاره‌ای از مسائل شرعی هست که عوام نیز می‌توانند آن را درک کنند، مانند وجوب نماز و روزه. در این دسته از احکام، طبیعتاً عوام نیز در اجماع داخلند.
به این ترتیب اجماع شباهت‌هایی با مراجعه به آراء عمومی پیدا می‌کند، چنان‌که اهل سنت دربارهٔ انتخاب جانشین پیامبر در سقیفه بنی ساعده مدعی چنین اجماعی هستند.

## نمونه‌های اجماع
- اجماع سقیفه بنی ساعده برای تعیین خلیفه. (اهل سنت مدعی چنین اجماعی هستند)
- اجماع بر انحصار مذاهب اسلامی به چهار مذهب اهل تسنن. (اهل سنت مدعی چنین اجماعی هستند)
- اجماع بر حرام شدن ازدواج زناکار با زانیه شوهردار.
- اجماع بر حرمت تقلید از مرده. (از نظر شیعه)
- اجماع بر ارث بردن پسرعموی پدرومادری با وجود عموی پدری.